# Seznam polodrahokamů a ozdobných kamenů

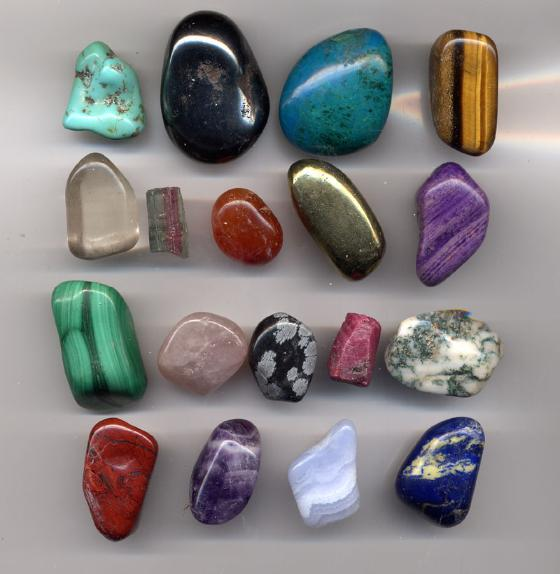
Některé polodrahokamy:
Tyrkys • Hematit • Chryzokol • Tygří oko
Křemen • Turmalín • Karneol • Pyrit • Sugilit
Malachit • Růženín • Obsidián • Rubín • Mechový achát
Jaspis • Ametyst • Krajkový achát • Lazurit

Název „polodrahokamy“ byl zrušen mezinárodní organizací BIBOA – Bureau International des Associations de Fabricants, Grossistes et Détaillants de Joaillerie, Bijouterie, Orfévrerie et Argenterie  již v roce 1955 vydáním nového závazného názvosloví kamenů. Jako polodrahokamy bývaly před tímto datem označovány tyto ozdobné kameny (abecedně)
- Achát
- Alabastr
- Almandin
- Amazonit
- Amberin
- Ametyst
- Aventurin
- Bonamit
- Citrín
- Granát (minerál)
- Heliotrop
- Chalcedon
- Chryzopras
- Jadeit
- Jantar
- Jaspis
- Kalcit
- Karneol
- Kočičí oko
- Křišťál
- Lazurit
- Malachit
- Morion
- Nefrit
- Nigrescit
- Onyx
- Opál
- Obsidián
- Ortoklas
- Pouštní růže
- Prasem
- Prasopál
- Rodonit
- Růženín
- Sardonyx
- Sokolí oko
- Turmalín
- Tygří oko
- Tyrkys
- Vltavín
- Záhněda
- Zirkon